# Jorge Oscar Ogando
Jorge Oscar Ogando (La Plata, 28 de noviembre de 1947 - desaparecido 16 de octubre de 1976) fue un militante político detenido desaparecido por el terrorismo de Estado en Argentina; e hijo de Delia Giovanola, una de las doce fundadoras de la Asociación Abuelas de Plaza de Mayo.

## Biografía
Nació en la ciudad de La Plata el 28 de noviembre de 1947, fue hijo único de sus padres Jorge Narciso Ogando y Delia Giovanola. Su padre falleció en 1963 de un cáncer de pulmón, cuando él tenía 15 años.
En 1963, cuando su hijo tenía quince años y Delia era maestra de grado en la Escuela N.º 11 de La Plata, falleció su marido tras un cáncer de pulmón.  
Trabajaba en el Banco Provincia de Buenos Aires. Al mismo tiempo, militaba junto con su pareja en el PRT-ERP, aunque su militancia no era conocida en ese entonces por sus familiares.
Luego de realizar el servicio militar en City Bell, a comienzos de la década de 1970 se casó con Stella Maris Montesano, quien había sido alumna particular de Delia cuando era niña y en 1971 se recibió de abogada. La pareja tuvo una hija en junio de 1973, a la que llamaron Virginia. 
La pareja prestaba su casa para reuniones y en 1976, por pedido de un primo de Jorge, alojaron a un joven que desapareció en agosto de ese año. En octubre de 1976 Stella Maris se hallaba embarazada de 8 meses de su segundo hijo. Es en ese entonces, más precisamente el 16 de octubre, que ambos fueron secuestrados en su domicilio de La Plata ubicado en calle 12 entre 68 y 69. Se ha podido reconstruir que ambos fueron llevados a distintos campos clandestinos de detención, como el llamado "Pozo de Banfield", donde Stella Maris dio a luz a su hijo en la cocina del lugar, sin que le quitaran las esposas y con los ojos vendados, mientras estaba arriba de una chapa. El bebé, al que llamó Martín, le fue arrebatado de inmediato. Por lo que se pudo reconstruir, Jorge Oscar Ogando llegó a enterarse. Después del parto fue llevada al CCD "Pozo de Quilmes". El fue luego llevado al "Pozo de Arana", también llamado "estancia la Armonía".
Luego de la desaparición de Jorge y Stealla Maris, le avisaron por teléfono a Delia de lo sucedido y que su nieta había quedado abandonada, durmiendo en su cuna. Delia se hizo cargo de Virginia, jubilándose al año siguiente para dedicarse a la crianza de su nieta.

## Juicio
El caso del hijo de Stella Maris Montesano y Jorge Ogando, Martín, fue juzgado en el año 2012 en el juicio conocido como “Plan sistemático de apropiación de menores” en el marco de una práctica sistemática y generalizada que consistió en el secuestro, desaparición y ocultamiento de la identidad de hijos de detenidos-desaparecidos, muchas veces mediante partos clandestinos y adopciones ilegales, en el marco del terrorismo de Estado que aplicó la última dictadura cívico-militar argentina autodenominada Proceso de Reorganización Nacional (1976-1983). A su vez, la desaparición de Jorge -y de su esposa- es juzgado en uno de los juicios orales en La Plata por delitos de lesa humanidad cometidos en el “pozo de Banfield”. Jorge continúa desaparecido.

## Hijo recuperado
Entre 2006 y 2008, las Abuelas de Plaza de Mayo recibieron varias denuncias anónimas sobre un joven, inscripto como hijo propio por un matrimonio, que podría haber nacido en un centro clandestino de detención y por lo tanto ser hijo de desaparecidos. El 30 de marzo de 2015, este hombre contactó a Abuelas con sospechas de ser hijo de desaparecidos, por lo que se inició una investigación documental. Como el joven residía en el extranjero desde hacía 15 años, se organizó la extracción de sangre a través del consulado argentino en su ciudad de residencia en Estados Unidos. De esta forma, el 5 de noviembre de 2015, el Banco Nacional de Datos Genéticos confirmó que el hombre era hijo de Stella Maris y Jorge, desaparecidos durante la última dictadura militar. En su caso, había sido adoptado por una pareja que en todo momento le habían dicho que era adoptado, incluso le expresaron sospechas de que podía ser hijo de detenidos desaparecidos; sin embargo, el esperó a que ambos murieran para iniciar la búsqueda de sus padres biológicos.

## Homenajes
En la vereda de la calle 12 entre 68 y 69, y con la presencia de Delia Giovanola, se ubicó el día 15 de agosto de 2013 una "baldosa de la memoria" de la organización Barrios x Memoria y Justicia que marca el sitio donde fueron secuestrados Stella Maris Montesano y Jorge Ogando.